# Dixmier-Vermutung
Die Dixmier-Vermutung ist im mathematischen Teilgebiet der Algebra die Vermutung, dass jeder Endomorphismus einer Weyl-Algebra sogar ein Automorphismus ist. Benannt ist die Vermutung nach dem französischen Mathematiker Jacques Dixmier, der diese im Jahr 1968 aufstellte. Im Jahr 2005 zeigte Yoshifumi Tsuchimoto und im Jahr 2007 zeigten Alexei Belov-Kanel und Maxim Kontsevich unabhängig, dass die Dixmier-Vermutung stabil äquivalent zur Jacobi-Vermutung ist, also wenn zusätzlich Variablen und Dimensionen erhöht werden. Die Dixmier-Vermutung impliziert die Jacobi-Vermutung und die Jacobi-Vermutung für {\displaystyle 2n} Variablen impliziert die Dixmier-Vermutung für {\displaystyle n} Dimensionen. Gilt eine Vermutung für alle Anzahlen von Variablen oder Dimensionen, dann also auch die andere.

## Dixmier-Vermutung

### Einführung und Dixmier-Vermutung für die erste Weyl-Algebra
Die erste Weyl-Algebra {\displaystyle A_{1}} ist eine Algebra über dem Körper {\displaystyle K}, die durch zwei Elemente {\displaystyle x} und {\displaystyle \partial } mit der Relation {\displaystyle [\partial ,x]=\partial x-x\partial =1} erzeugt wird. Die Relation impliziert {\displaystyle \partial x\neq x\partial } und macht die Weyl-Algebra zu einer nicht-kommutativen Algebra. Wenn die Charakteristik von {\displaystyle K} Null ist, dann lässt sich {\displaystyle A_{1}} auf dem Polynomring {\displaystyle K[x]} mit den beiden Operationen "Multiplikation mit {\displaystyle x}" und "Ableitung {\displaystyle \partial :={\frac {d}{dx}}} nach {\displaystyle x}" darstellen. Das heißt, ein {\displaystyle a\in A_{1}} ist von der Form
{\displaystyle a=\sum _{i,j\geq 0}c_{ij}x^{i}\partial ^{j}\colon K[x]\rightarrow K[x]}    mit Koeffizienten    {\displaystyle c_{ij}\in K}.
Sei nun {\displaystyle \operatorname {char} (K)=0}.
Die Dixmier-Vermutung für die erste Weyl-Algebra lautet nun, dass jeder Endomorphismus {\displaystyle \varphi :A_{1}\to A_{1}} sogar ein Automorphismus ist, das heißt es existiert {\displaystyle \varphi ^{-1}:A_{1}\to A_{1}} mit {\displaystyle \varphi \circ \varphi ^{-1}=\varphi ^{-1}\circ \varphi =\operatorname {id} }, wobei {\displaystyle \operatorname {id} } die Identitätsabbildung ist.

### Dixmier-Vermutung und stabile Dixmier-Vermutung
Analog lässt sich die {\displaystyle n}-te Weyl-Algebra {\displaystyle A_{n}} für {\displaystyle x_{1},\dots ,x_{n}} und {\displaystyle \partial _{1},\dots ,\partial _{n}} mit den Relationen
{\displaystyle [\partial _{i},x_{j}]=\delta _{ij},\quad i,j=1,\dots ,n}
wobei die Ableitungen untereinander kommutieren sowie die Variablen untereinander, das bedeutet
{\displaystyle [\partial _{i},\partial _{j}]=[x_{i},x_{j}]=0,\quad i,j=1,\dots ,n.}
Die Dixmier-Vermutung lässt sich dann für die {\displaystyle n}-te Weyl-Algebra formulieren und sie impliziert automatisch auch die Fälle {\displaystyle A_{1},\dots ,A_{n-1}}.
Die Dixmier-Vermutung für {\displaystyle A_{\infty }} wird stabile Dixmier-Vermutung genannt und sie ist äquivalent zur Jacobi-Vermutung in unendlich vielen Variablen.

## Die sechs Dixmier-Probleme
Dixmier veröffentlichte 1968 sechs grundlegende Fragestellungen zur Weyl-Algebra, wovon die erste die Dixmier-Vermutung für die erste Weyl-Algebra {\displaystyle A_{1}} ist. Das dritte und sechste Problem wurden 1975 von Anthony Joseph gelöst und das fünfte Problem 2005 von Wladimir Bavula. Die restlichen drei Probleme (I, II und IV) sind weiterhin offen.